# Гардер (коммуна)
Гарде́р (фр. Gardères, окс. Gardèras) — коммуна во Франции, находится в регионе Юг — Пиренеи. Департамент — Верхние Пиренеи. Входит в состав кантона Осён. Округ коммуны — Тарб.
Код INSEE коммуны — 65185.

## География
Коммуна расположена приблизительно в 650 км к югу от Парижа, в 135 км западнее Тулузы, в 16 км к западу от Тарба.
На юго-западе коммуны протекает река Габас и расположено одноимённое озеро, образованное плотиной.

## Климат
Климат умеренно-океанический с солнечной тёплой погодой и обильными осадками на протяжении практически всего года.

## Население
Население коммуны на 2010 год составляло 420 человек.
| 1962 | 1968 | 1975 | 1982 | 1990 | 1999 | 2010 |
| ---- | ---- | ---- | ---- | ---- | ---- | ---- |
| 389  | 363  | 343  | 342  | 396  | 381  | 420  |

## Администрация
| Период | Период | Фамилия     | Партия                    | Примечания |
| ------ | ------ | ----------- | ------------------------- | ---------- |
| 2001   | 2020   | Жинет Кюрбе | Союз за народное движение |            |

## Экономика
В 2010 году среди 264 человек трудоспособного возраста (15-64 лет) 208 были экономически активными, 56 — неактивными (показатель активности — 78,8 %, в 1999 году было 72,7 %). Из 208 активных жителей работали 196 человек (108 мужчин и 88 женщин), безработных было 12 (6 мужчин и 6 женщин). Среди 56 неактивных 23 человека были учениками или студентами, 20 — пенсионерами, 13 были неактивными по другим причинам.

## Достопримечательности
- Замок Гардер (XVIII век). Исторический памятник с 1997 года[4]

## Фотогалерея
- Замок Гардер
- Церковь
- Монумент павшим
- Фонтан
- Карта коммуны